# 陳賴素美
陳賴素美（1964年01月10日—），中華民國政治人物，民主進步黨籍，新竹縣人，曾連任四屆桃園市楊梅選區議員且時為市黨部主委、初選期間更是一舉打敗三位前立委而出線，首度參選立委便以全市第一高票當選，在2016年中華民國立法委員選舉中擊敗尋求連任的廖正井。民進黨第17屆中央執行委員、全國黨代表，民進黨桃園縣楊梅市黨部主任委員，民進黨桃園縣黨部執行委員，聯合代書事務所負責人等。。

## 經歷
- 2005年12月3日當選第十六屆桃園縣議員。
- 2009年12月5日當選第十七屆桃園縣議員。
- 2014年11月29日當選第一屆桃園市議員。
- 2015年3月26日參加在桃園市大園區、觀音區、新屋區、楊梅區立委選區民調初選「黑馬」勝出，以市議員身分打敗民進黨桃園市（縣）前任三位立法委員郭榮宗、彭添富、彭紹瑾等人[2]。同年4月15日，代表民進黨角逐2016年中華民國立法委員選舉桃園市第二選舉區（大園區、觀音區、新屋區、楊梅區）對上國民黨的時任立委廖正井，並於2016年1月16日以全市第一高票當選。[3]。
- 2019年立委民進黨黨內初選意外敗給前市府顧問黃世，僅擔任一屆立委[4]。

## 選舉紀錄
| 年度 | 選舉屆數               | 選舉區           | 所屬政黨   | 得票數 | 得票率 | 當選標記 | 備註 |
| ---- | ---------------------- | ---------------- | ---------- | ------ | ------ | -------- | ---- |
| 2005 | 第十六屆桃園縣議員選舉 | 桃園縣第九選舉區 | 民主進步黨 | 7,893  | 13.90% |          |      |
| 2009 | 第十七屆桃園縣議員選舉 | 桃園縣第九選舉區 | 民主進步黨 | 13,078 | 23.83% |          |      |
| 2014 | 第一屆桃園市議員選舉   | 桃園市第九選舉區 | 民主進步黨 | 15,882 | 22.19% |          |      |
| 2016 | 第九屆立法委員選舉     | 桃園市第二選舉區 | 民主進步黨 | 89,792 | 50.16% |          |      |

## 政策

### 救消失的自行車道
陳賴素美會勘桃園市大園區竹圍到圳頭里海天一色自行車道遭風飛沙淹沒，要求重新研議規畫車道動線，其他沙崙、圳頭車道的積沙垃圾由經濟部第二河川局、市府單位清除。。

## 爭議

### 遭指控罷占租屋不還
2004年陳賴素美第一次參選時，向彭、陳夫妻租下透天厝，做為競選總部和服務處。租約於2015年5月7日到期。房東指出，因為稅務衍生費用，負擔增加，欲提高房租，但陳賴素美對租金提高一事從不回應。而其夫陳奕宣(原名陳國村)，經民進黨黨部調查發現，有多項前科紀錄包括竊盜、賭博、媒介色情、槍炮和殺人未遂等，並曾於1986至1993年入獄服刑。其夫出獄後因在地方頗有勢力，發動支持者力挺前民進黨主席蘇貞昌，換得陳賴素美出任民進黨中評委，並競選議員，一路連任3屆。其夫，則隱身幕後成為陳賴素美的主要操盤人。陳賴素美已於2015年6月將服務處清空，搬遷他處。
後續民進黨仍提名陳賴素美參選桃園市第二選舉區立法委員。

### 詐領助理費
2022年7月20日，陳賴素美遭檢調約談，陳賴被指控在其擔任桃園縣市議員期間（2006-2016年），涉嫌以3名友人當作人頭助理，詐領助理補助費723萬餘元，另將3名不知情助理以低薪高報方式詐得61萬餘元助理費，案經桃園地檢署偵辦，陳賴自白認罪並繳回全數不法所得。
2023年1月，偵查終結檢方依貪污、偽造文書等罪嫌起訴陳賴素美。同年8月，法院考量陳賴把錢大多用在選民服務，且全數繳回，判處有期徒刑2年、緩刑5年，褫奪公權3年。

## 外部連結
- 桃園市議會影音網站 （页面存档备份，存于）
- 陳賴素美｜Facebook
- 綠初選「黑馬」！　陳賴素美勝出踢走3立委｜三立新聞台 | Youtube （页面存档备份，存于）

| 政黨職務      | 政黨職務                                              | 政黨職務 |
| ------------- | ----------------------------------------------------- | -------- |
| 民主進步黨    |                                                       |          |
| 前任： 鄭文燦 | 桃園市黨部主任委員 第一任 2014年7月6日－2016年6月30日 | 呂林小鳳 |